# Amt Elsterland
Das Amt Elsterland ist ein 1992 gebildetes Amt im Landkreis Elbe-Elster des Landes Brandenburg, in dem zunächst neun Gemeinden im damaligen Kreis Finsterwalde zu einem Verwaltungsverbund zusammengefasst wurden.  Amtssitz ist die Gemeinde Schönborn. Durch Gemeindezusammenschlüsse hat das Amt derzeit noch fünf Gemeinden. 

## Geographische Lage
Das Amt Elsterland liegt in der Mitte des Landkreises Elbe-Elster. Es grenzt im Norden an die amtsfreie Stadt Doberlug-Kirchhain, im Osten an die amtsfreie Stadt Finsterwalde, im Süden an das Amt Plessa und die amtsfreie Stadt Bad Liebenwerda und im Westen an die Stadt Uebigau-Wahrenbrück.

## Gemeinden und Ortsteile
Derzeit gliedert sich das Amt Elsterland in folgende Gemeinden:
- Heideland mit den Ortsteilen Drößig, Eichholz und Fischwasser sowie den Wohnplätzen Forsthaus Weberteich, Siedlung und Zschiepelmühle
- Rückersdorf mit den Ortsteilen Friedersdorf, Oppelhain und Rückersdorf sowie den Wohnplätzen Grube Erna, Täubertsmühle und Waldsiedlung
- Schilda
- Schönborn mit den Ortsteilen Gruhno, Lindena, Schadewitz und Schönborn
- Tröbitz mit dem Wohnplatz Tröbitz Nord

## Geschichte
Der Minister des Innern des Landes Brandenburg erteilte der Bildung des Amtes Elsterland am 13. Juli 1992 seine Zustimmung. Als Zeitpunkt des Zustandekommens des Amtes wurde der 21. Juli 1992 festgelegt. Das Amt hat seinen Sitz in der Gemeinde Schönborn und bestand zunächst aus neun Gemeinden im damaligen Kreis Finsterwalde:
1. Fischwasser
2. Gruhno
3. Lindena
4. Oppelhain
5. Rückersdorf
6. Schadewitz
7. Schilda
8. Schönborn
9. Tröbitz

Die Gemeinde Eichholz-Drößig wurde am 28. August 1992 dem Amt durch Verfügung des brandenburgischen Innenministers zugeordnet. Zum 27. September 1998 schlossen sich die Gemeinden Schönborn, Lindena, Gruhno und Schadewitz zur neuen Gemeinde Schönborn zusammen. 
Zum 31. Dezember 2001 schlossen sich die Gemeinden Oppelhain und Rückersdorf zur neuen Gemeinde Rückersdorf zusammen. Die Gemeinden Eichholz-Drößig und Fischwasser bildeten zum 31. Dezember 2001 die neue Gemeinde Heideland.

## Bevölkerungsentwicklung
| Jahr | Einwohner |
| ---- | --------- |
| 1992 | 6 690     |
| 1995 | 6 488     |
| 2000 | 6 093     |
| 2005 | 5 613     |
| 2010 | 5 081     |
| 2015 | 4 759     |

| Jahr | Einwohner |
| ---- | --------- |
| 2020 | 4 442     |
| 2021 | 4 408     |
| 2022 | 4 381     |
| 2023 | 4 326     |
| 2024 | 4 322     |

 Gebietsstand des jeweiligen Jahres, Einwohnerzahl: Stand 31. Dezember, ab 2011 auf Basis des Zensus 2011, ab 2022 auf Basis des Zensus 2022

## Politik

### Amtsdirektoren
- 1992–2006: Joachim Sander
- 2007–2010: Jörg Gampe
- seit 2010: Andreas Dommaschk[10]

Dommaschk wurde am 5. September 2017 für weitere acht Jahre in seinem Amt bestätigt.

### Wappen
Das Wappen wurde am 18. August 1993 genehmigt.
Blasonierung: „In Silber über schwarzem Schildfuß ein blaues Wellenband; darüber ein grünes in ein Lindenblatt ausgezogenes Schildhaupt.“

## Belege
1. ↑  Bevölkerungsstand im Land Brandenburg Dezember 2024 (Fortgeschriebene amtliche Einwohnerzahlen, basierend auf dem Zensus 2022) (Hilfe dazu).
2. ↑  Bildung der Ämter Gartz/Oder, Bad Liebenwerda, Mühlberg/Elbe, Plessa, Märkische Schweiz, Premnitz, Rüdersdorf, Scharmützelsee, Steinhöfel/Heinersdorf Elsterland, Kleine Elster und Falkenberg Uebigau. Bekanntmachung des Ministers des Innern vom 21. Juli 1992. Amtsblatt für Brandenburg - Gemeinsames Ministerialblatt für das Land Brandenburg, 3. Jahrgang, Nummer 54, 31. Juli 1992, S. 970/1.
3. ↑  Zuordnung der Gemeinde Eichholz-Drößig zum Amt Elsterland. Bekanntmachung des Ministers des Innern vom 26. August 1992. Amtsblatt für Brandenburg - Gemeinsames Ministerialblatt für das Land Brandenburg, 3. Jahrgang, Nummer 81, 22. Oktober 1992, S. 1910.
4. ↑  Zusammenschluß der Gemeinden Schönborn, Lindena, Gruhno und Schadewitz zu einer neuen Gemeinde Schönborn. Bekanntmachung des Ministeriums des Innern vom 23. Dezember 1997. Amtsblatt für Brandenburg Gemeinsames Ministerialblatt für das Land Brandenburg, 9. Jahrgang, Nummer 4, 3. Februar 1998, S. 112.
5. ↑  Bildung der neuen Gemeinde Rückersdorf Bekanntmachung des Ministeriums des Innern Vom 17. Oktober 2001. Amtsblatt für Brandenburg Gemeinsames Ministerialblatt für das Land Brandenburg, 12. Jahrgang, 2001, Nummer 46, Potsdam, den 14. November 2001, S. 779 PDF
6. ↑  Bildung der neuen Gemeinde Heideland. Bekanntmachung des Ministeriums des Innern vom 17. Oktober 2001. Amtsblatt für Brandenburg Gemeinsames Ministerialblatt für das Land Brandenburg, 12. Jahrgang, 2001, Nummer 46, Potsdam, den 14. November 2001, S. 780 PDF
7. ↑  Historisches Gemeindeverzeichnis des Landes Brandenburg 1875 bis 2005. Landkreis Elbe-Elster. S. 12–13.
8. ↑  Bevölkerung im Land Brandenburg von 1991 bis 2017 nach Kreisfreien Städten, Landkreisen und Gemeinden, Tabelle 7
9. ↑  Amt für Statistik Berlin-Brandenburg (Hrsg.): Statistischer Bericht A I 7, A II 3, A III 3. Bevölkerungsentwicklung und Bevölkerungsstand im Land Brandenburg (jeweilige Ausgaben des Monats Dezember)
10. ↑  Andreas Dommaschk aus Lübben wird Amtsdirektor von Elsterland. In: Lausitzer Rundschau, 14. Januar 2010
11. ↑  Kommunalverfassung des Landes Brandenburg, § 138
12. ↑  Andreas Dommaschk kann durchstarten. In: Lausitzer Rundschau, 6. September 2017
13. ↑  Wappen des Amtes Elsterland. Landesregierung Brandenburg, abgerufen am 10. August 2023.